# Madera
Madera (port. Madeira), oficjalnie Region Autonomiczny Madery (port. Região Autónoma da Madeira) – należący do Portugalii archipelag i region autonomiczny na Oceanie Atlantyckim o powierzchni 801,11 km². Według danych z 31 grudnia 2021 zamieszkiwało ją 250 769 osób, w tym 105 795 osób w Funchal, największym mieście archipelagu i stolicy regionu.

## Warunki naturalne
Zaliczany do Makaronezji archipelag Madery ma pochodzenie wulkaniczne. Zlokalizowany jest na Oceanie Atlantyckim u północnych wybrzeży Afryki – 860 km na południowy zachód od kontynentalnej Portugalii oraz ok. 450 km na północ od hiszpańskich Wysp Kanaryjskich. Obejmuje cztery grupy wysp:
1. Maderę (740,7 km²) z położoną przy jej wschodnim cyplu wysepką Vermela Fora
2. Porto Santo (42,5 km²; na północny wschód od Madery) otoczoną grupą mniejszych wysp (m.in. Baixo, Ferro, Fora, Cima)
3. Ilhas Desertas, niezamieszkałe (na południowy wschód od Madery)
4. Wyspy Selvagens, niezamieszkałe (280 km na południowy wschód od Madery)

Powierzchnia wysp jest górzysta. Najwyższy szczyt to Pico Ruivo na wyspie Madera (1862 m n.p.m.). Klimat łagodny, określany mianem „wiecznej wiosny”. Średnia temperatura dobowa w styczniu wynosi ok. 16 °C, a w lipcu ok. 23 °C. Posiada bogatą roślinność podzwrotnikową. (Lasy wawrzynowe zostały wpisane na Listę Światowego Dziedzictwa Kulturowego i Przyrodniczego UNESCO). Obszar chroniony rezerwatem zajmuje niemal 2/3 powierzchni wyspy.

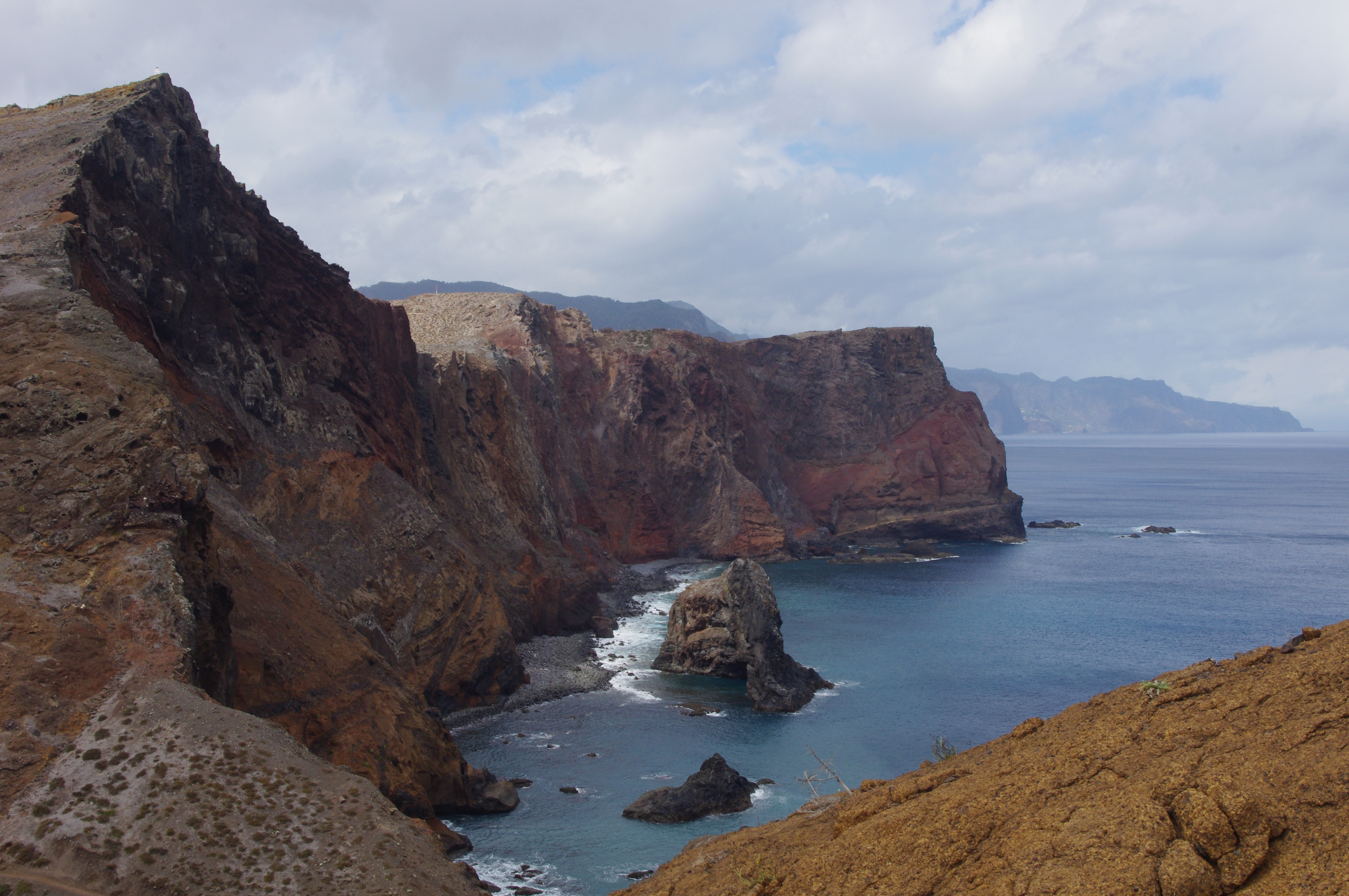
Półwysep Świętego Wawrzyńca, widok od strony wschodniej

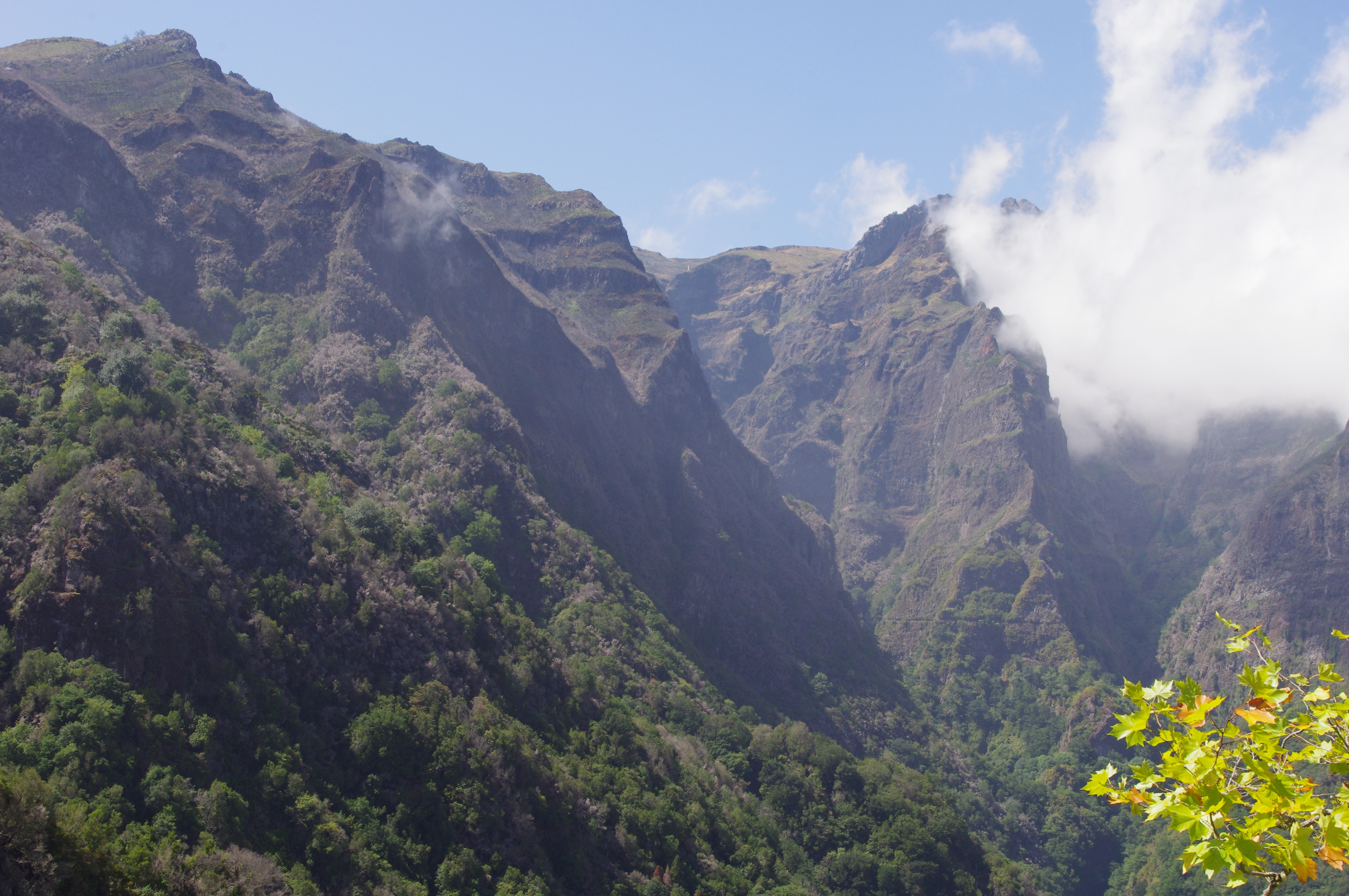
Widok z Lewady Balcones

## Pochodzenie nazwy
Portugalscy odkrywcy João Gonçalves Zarco i Tristão Vaz Teixeira ochrzcili nowy ląd mianem Ilha Madeira, czyli ‘wyspy drewna’ lub ‘zalesionej wyspy’ – prawdopodobnie przez opozycję do innych, pustynnych wysp archipelagu.

## Historia
Plutarch w swoich Żywotach równoległych relacjonował, że w Kadyksie spotkał żeglarzy, którzy mówili o idyllicznych wyspach Atlantyku: „Wyspy w liczbie dwóch oddalone są od siebie wąską cieśniną, leżące 10 tysięcy furlongów [2 tysiące km] od Afryki. Zwą je Wyspami Błogosławionych”.
W starożytności archipelag znany był Fenicjanom. Wtedy był niezamieszkany. Napotykali go średniowieczni żeglarze w XIV w. Za odkrywców uważa się Portugalczyków João Gonçalvesa Zarco, Tristão Vaza Teixeirę i Bartolomeu Perestrelę, których sztorm zagnał w 1418 r. na Pôrto Santo. Choć nadali wyspie nazwę, wylądowali na niej dopiero w latach następnych (1419 i 1420). Madera została zasiedlona i zagospodarowana w XV w. Z tego czasu pochodzą najstarsze plantacje trzciny cukrowej. Prawdopodobnie w tym okresie sprowadzono tam też winorośl. Ziemię pod uprawę zyskiwano, karczując i wypalając lasy. Na wyspie osiedlali się głównie uciekinierzy z terenu Portugalii, prześladowani Maurowie i Żydzi z Hiszpanii, Holendrzy i Włosi. Do pracy na plantacjach trzciny cukrowej sprowadzano czarnych niewolników z Afryki.
W XVI wieku zaludnienie archipelagu rosło, osiągając 20 tys. mieszkańców (wraz z Porto Santo), w tym 5 tys. w Funchal. Prawdopodobnie 10% stanowili niewolnicy. W 1514 r. papież Leon X utworzył na prośbę portugalskiego króla nowe biskupstwo w Funchal, którego jurysdykcja miała obejmować wszystkie terytoria zamorskie Portugalii. Początkowo największe znaczenie w gospodarce wyspy zajmowała produkcja i eksport cukru do Portugalii i innych regionów Europy, w tym Flandrii. W 1570 r., w okresie największej prosperity gospodarczej, funkcjonowało na Maderze 40 młynów cukrowych. W późniejszym czasie konkurencja tańszego cukru z Brazylii doprowadziła do upadku cukrowni na Maderze i pod koniec XVII wieku było ich już tylko 5. 
W czasie unii iberyjskiej w latach 1580–1640 Madera wraz z Portugalią była częścią imperium hiszpańskiego. W 1586 r. ustanowiono nad Maderą władzę gubernatora, przekształcając stopniowo wyspę w kolonię korony. Po odzyskaniu przez Portugalię niepodległości i zacieśnieniu współpracy z Wielką Brytanią mieszkańcy Madery zaczęli się bogacić na handlu, szczególnie z Nowym Światem. W 1676 r. wyspę zamieszkiwało już 50 tys. mieszkańców, w tym 10 tys. w Funchal, które zostało kosmopolitycznym portem, do którego zawijały niemal wszystkie statki płynące z kolonii do Lizbony. W XVII wieku pierwsze miejsce zajęła uprawa winorośli i eksport wina, które stało się pożądanym towarem na europejskich rynkach. Zmiana gospodarki wyspy spowodowała stopniowy zanik niewolnictwa, pozwoliła też na uniknięcie poważnych perturbacji gospodarczych. Jednak eksport wina z Madery z czasem przeszedł w ręce cudzoziemców, głównie Anglików, a archipelag nie był tak zamożny jak niegdyś. W XVII wieku stopniowo zaczęła się emigracja z Madery do Brazylii, która nasiliła się w wieku następnym, w czasach wielkiej prosperity kolonii w Ameryce Południowej.
W 1801 r. i w latach 1807–1814 (w czasie wojen napoleońskich) wyspa znalazła się pod zarządem brytyjskim. W XIX w. Madera podupadła i straciła na znaczeniu. W 1931 r. na wyspie wybuchła rebelia przeciw lizbońskiej dyktaturze generała Carmony (Rewolta Maderska). Spowodowana ona była ograniczeniem prawa wyrobu mąki, które spowodowało wzrost ceny chleba, co z kolei wywołało kryzys gospodarczy i bankowy. Po początkowych sukcesach rebelia została stłumiona przez wojsko przybyłe z Lizbony. Od 1 lipca 1976 r. region autonomiczny z własnym rządem regionalnym i parlamentem.
W 1860 r. kilka miesięcy spędziła na Maderze cesarzowa Austrii Elżbieta – „Sissi”. Lecząca się z gruźlicy i depresji, w jaką popadła na wiedeńskim dworze. W 1922 r. w Funchal ostatnie miesiące życia spędził Karol I Habsburg, ostatni cesarz Austrii i król Węgier (został pochowany w kościele Igreja de Nossa Senhora do Monte). Od 21 grudnia 1930 do 23 marca 1931 przebywał na wypoczynku Józef Piłsudski – jego pobyt upamiętnia tablica w willi Quinta Bettencourt na przedmieściach Funchal. Podczas pobytu na Maderze Piłsudski obchodził imieniny. W związku z tym ogłoszono akcję wysyłania imieninowych kartek na wyspę. Z całego kraju wysłano ponad milion pocztówek. Dostarczyć je na Maderę miał „Wicher”, najnowszy polski niszczyciel, świeżo ukończony we Francji. Bywał tam również Winston Churchill.
Legenda portugalska głosi, że na Maderze osiadł król Polski i Węgier Władysław III Warneńczyk po zakończonej bitwie pod Warną.

## Geografia
Autonomiczny Region Madery składa się z wyspy Madera, wyspy Porto Santo, wysp Desertas i Selvagens.
Funchal, stolica Madery, położone jest na południowym wybrzeżu wyspy. Pozostałe główne miasta: Porto Santo (znane też jako Vila Baleira), Ribeira Brava, Machico, Câmara de Lobos, Santa Cruz i Santana.
Archipelag leży około 685 kilometrów od wybrzeży Afryki, około 970 kilometrów od Lizbony, 370 km od Gran Canarii i 770 km od wyspy Santa Maria, najbliższej z Azorów. Powstał on z erupcji wulkanów wyrzucających lawę z dna oceanicznego. Aktywność wulkaniczna w tym rejonie rozpoczęła się 5 mln lat temu, a ostatnie erupcje miały miejsce około 6,5 tysiąca lat temu. 
Madera jest największą wyspą archipelagu o powierzchni 740,7 km², długości 57 km (z zachodu na wschód), szerokości 22 km (w najszerszym miejscu) i długości wybrzeża 179,3 km.

### Klimat

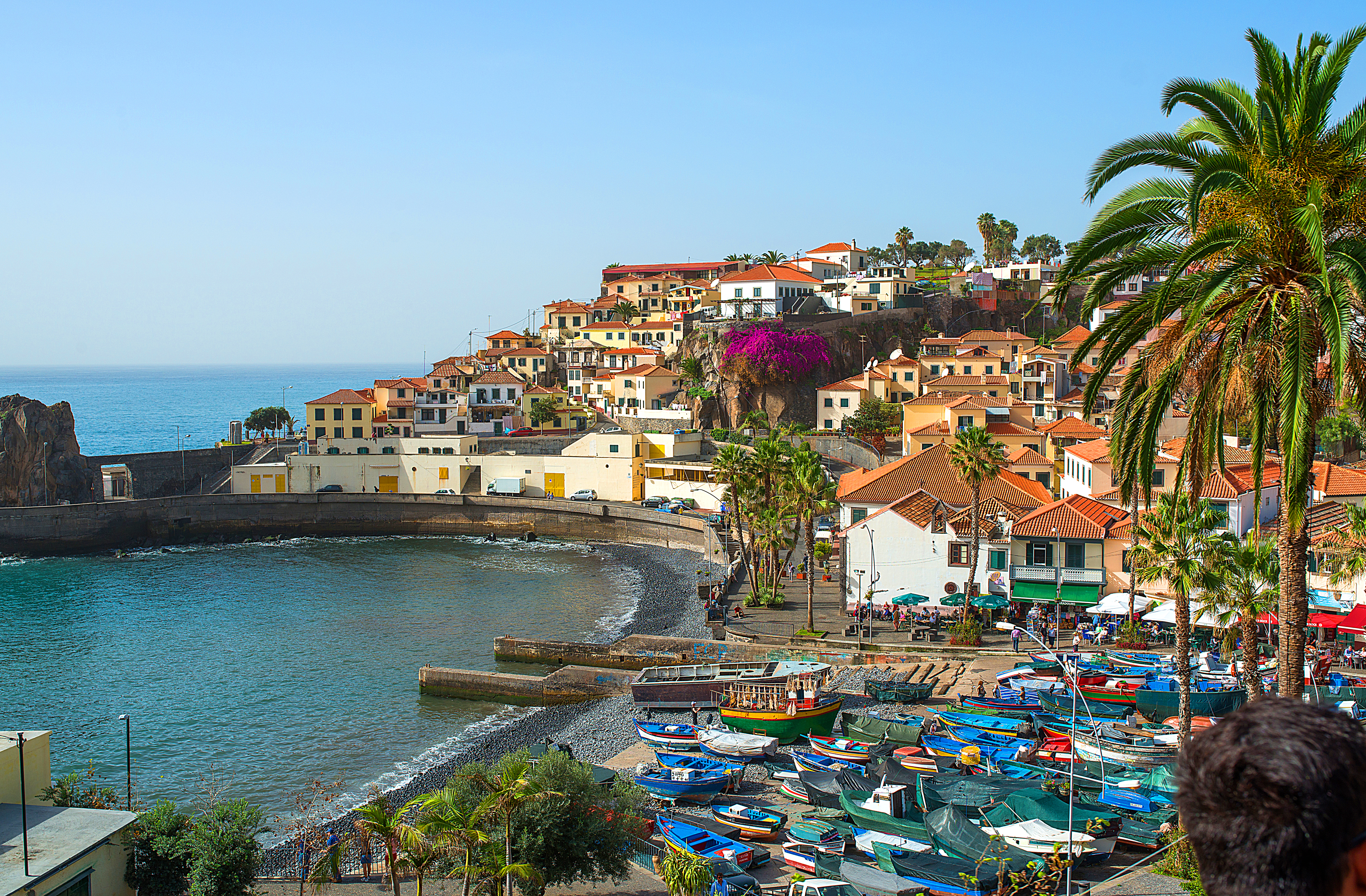
Câmara de Lobos, przedmieścia stolicy Madery – Funchal

Madera znajduje się w strefie klimatu subtropikalnego typu śródziemnomorskiego, z całorocznym okresem wiosenno–letnim. Średnia roczna temperatura na wybrzeżu wynosi 22,6 °C w dzień i 16,5 °C w nocy.
W najchłodniejszym okresie – od grudnia do kwietnia, średnia temperatura na wybrzeżu wynosi wokół 20 °C w dzień i 14 °C w nocy. Opady śniegu i mróz w wybrzeżnej części wyspy nie występują. Najniższą zanotowaną temperaturą było 7,4 °C w nocy. W maju i listopadzie średnia temperatura wynosi wokół 22 °C w dzień i 16 °C w nocy, natomiast w lipcu i październiku średnia temperatura wynosi wokół 25 °C w dzień i 19 °C w nocy. Najcieplejszymi miesiącami są sierpień i wrzesień ze średnią temperaturą wokół 26 °C w dzień i 20 °C w nocy. Temperatury przekraczające 30 °C występują rzadko, w okresie od czerwca do września mogą pojawić się około 2 takie dni miesięcznie. Najwyższa odnotowana temperatura to 38,4 °C.
Wybrzeżna część Madery ma około 80 dni deszczowych rocznie, od 1 dnia deszczowego w lipcu do 13 dni deszczowych w grudniu, około 2500 godzin słonecznej pogody rocznie, od 164 godzin (średnio 5,3 dziennie, około 5 razy więcej niż w Polsce) w grudniu do 260 (średnio 8,4 godziny czystego słońca na dobę) w sierpniu. Temperatura morza waha się od 17,8 °C w marcu do 23,7 °C we wrześniu.
Pogoda na Maderze bywa zmienna. Choć zwykle umiarkowana, okresowo wyspę nawiedzają ulewne deszcze i inne silne zjawiska pogodowe, które powodują znaczne zniszczenia, pochłaniając ofiary ludzkie.
| Miesiąc | Sty  | Lut  | Mar  | Kwi  | Maj  | Cze  | Lip  | Sie  | Wrz  | Paź  | Lis  | Gru  | Roczna |
| --- | ---- | ---- | ---- | ---- | ---- | ---- | ---- | ---- | ---- | ---- | ---- | ---- | ------ |
| Średnie temperatury w dzień [°C]                                                                                           | 19.7 | 19.7 | 20.4 | 20.6 | 21.6 | 23.4 | 25.1 | 26.4 | 26.4 | 24.9 | 22.6 | 20.7 | 22,6   |
| Średnie dobowe temperatury [°C]                                                                                            | 16.7 | 16.6 | 17.2 | 17.5 | 18.6 | 20.6 | 22.2 | 23.2 | 23.2 | 21.8 | 19.6 | 17.9 | 19,6   |
| Średnie temperatury w nocy [°C]                                                                                            | 13.7 | 13.4 | 13.9 | 14.4 | 15.6 | 17.7 | 19.2 | 20.0 | 20.0 | 18.6 | 16.6 | 15.0 | 16,5   |
| Opady [mm] | 74.1 | 83.0 | 60.2 | 44.0 | 28.9 | 7.2  | 1.6  | 2.0  | 32.9 | 89.5 | 88.8 | 115  | 627    |
| Średnia liczba dni z opadami                                                                                               | 12   | 10   | 9    | 8    | 6    | 3    | 1    | 2    | 6    | 9    | 10   | 13   | 87     |
| Średnie usłonecznienie [h]                                                                                                 | 167  | 171  | 205  | 225  | 214  | 198  | 245  | 260  | 225  | 205  | 168  | 164  | 2447   |
| Źródło: IPMA, climatemps.com (nasłonecznienie) (liczba dni z opadami dla wartości 0,1 mm, wysokość 58 m n.p.m., 1981–2010) |      |      |      |      |      |      |      |      |      |      |      |      |        |

| Miesiąc                                                                                  | Sty  | Lut  | Mar  | Kwi  | Maj  | Cze  | Lip  | Sie  | Wrz  | Paź  | Lis  | Gru  | Roczna |
| ---------------------------------------------------------------------------------------- | ---- | ---- | ---- | ---- | ---- | ---- | ---- | ---- | ---- | ---- | ---- | ---- | ------ |
| Średnie temperatury w dzień [°C]                                                         | 18.0 | 18.0 | 18.5 | 19.2 | 20.5 | 22.1 | 23.5 | 25.0 | 25.0 | 23.2 | 21.0 | 19.2 | 21,1   |
| Średnie dobowe temperatury [°C]                                                          | 15.6 | 15.5 | 15.9 | 16.5 | 17.8 | 19.6 | 21.3 | 22.5 | 22.3 | 20.6 | 18.6 | 16.8 | 18,6   |
| Średnie temperatury w nocy [°C]                                                          | 13.2 | 13.1 | 13.3 | 13.8 | 15.1 | 17.1 | 18.8 | 19.9 | 19.6 | 18.1 | 16.2 | 14.4 | 16,1   |
| Opady [mm]                                                                               | 48.7 | 40.2 | 37.2 | 23.5 | 14.0 | 7.0  | 3.2  | 4.0  | 23.7 | 39.9 | 50.0 | 69.9 | 361    |
| Średnia liczba dni z opadami                                                             | 13.7 | 12.2 | 10.9 | 10.4 | 8.5  | 6.7  | 4.8  | 4.6  | 7.4  | 12.0 | 12.5 | 15.1 | 119    |
| Średnie usłonecznienie [h]                                                               | 135  | 135  | 171  | 188  | 223  | 204  | 223  | 241  | 204  | 182  | 146  | 133  | 2186   |
| Źródło: IPMA (liczba dni z opadami dla wartości 0,1 mm, wysokość 78 m n.p.m., 1971–2000) |      |      |      |      |      |      |      |      |      |      |      |      |        |

| Sty  | Lut  | Mar  | Kwi  | Maj  | Cze  | Lip  | Sie  | Wrz  | Paź  | Lis  | Gru  | Rok  |
| ---- | ---- | ---- | ---- | ---- | ---- | ---- | ---- | ---- | ---- | ---- | ---- | ---- |
| 18,8 | 18,1 | 17,8 | 18,2 | 19,0 | 20,5 | 21,8 | 23,1 | 23,7 | 23,1 | 21,5 | 19,9 | 20,5 |

### Flora i fauna
Madera jest domem wielu endemicznych roślin i gatunków zwierząt. Wśród nich gołąb maderski, zniczek maderski, czy otus mauli.

## Gospodarka

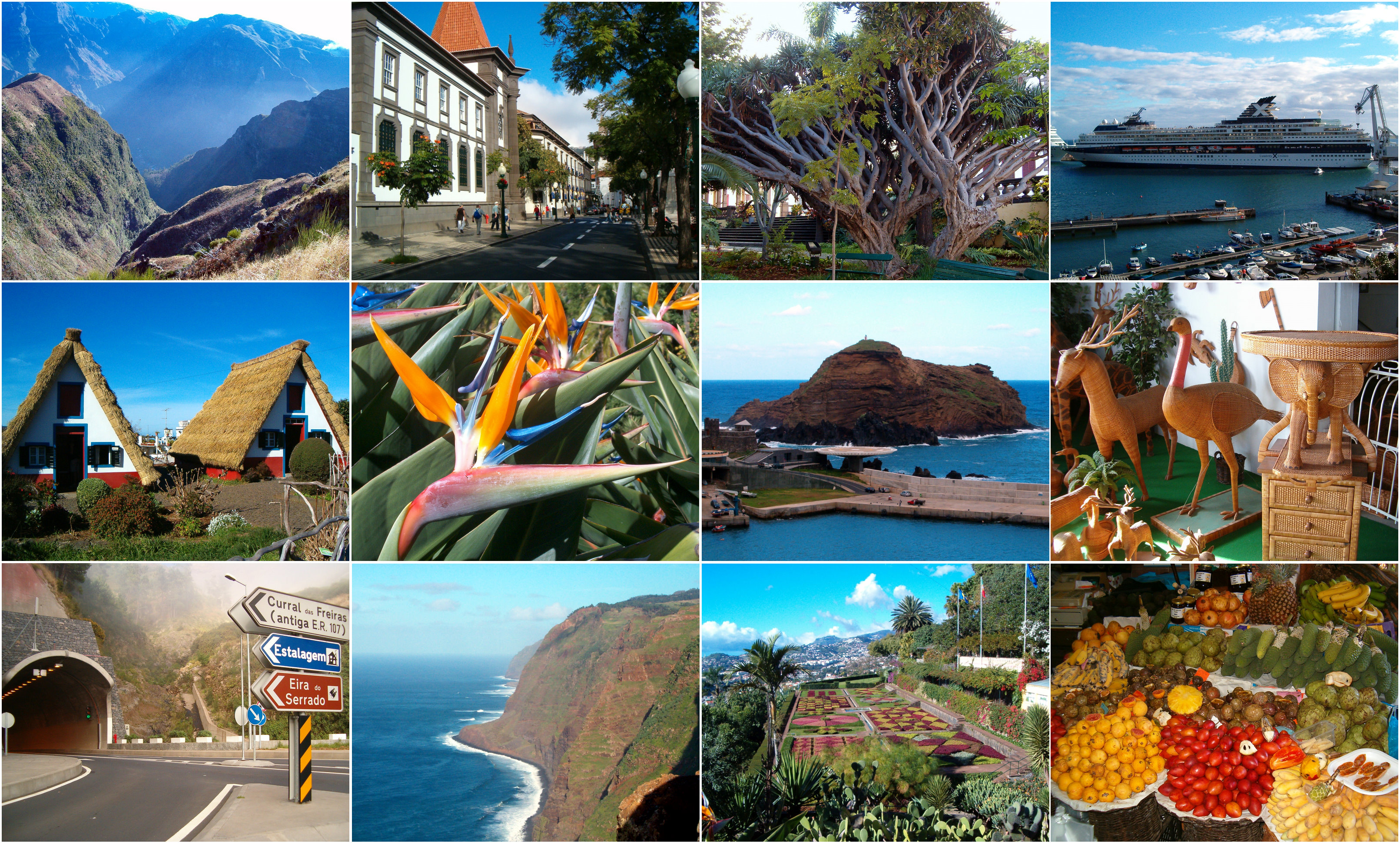
Madera w grudniu 2006 r.

Uprawia się winorośl, trzcinę cukrową, warzywa i drzewa owocowe. Łagodny i regularny klimat pozwolił sprowadzić na Maderę szereg gatunków tropikalnych roślin uprawnych (m.in. banany), które świetnie się przyjęły, stopniowo wypierając nawet rodzimą roślinność. Hoduje się bydło. Mieszkańcy trudnią się też rybołówstwem, w wieku XX również wielorybnictwem. Ważną gałęzią gospodarki jest przemysł winiarski (wina Madera), dochody z eksportu wina stanowią ważną część całości eksportu (43% w 1999). Z uprawianej na wyspie trzciny cukrowej produkuje się lokalną odmianę rumu. Część mieszkańców Madery zajmuje się hafciarstwem, wikliniarstwem i wyplataniem wyrobów z trzciny. Po II wojnie światowej zanotowano wśród młodych ludzi wzrost emigracji zarobkowej, głównie do Wenezueli.
Od początków XX wieku Madera stała się celem podróży turystycznych. Była m.in. uznanym zimowiskiem dla zamożnych Anglików i innych mieszkańców północnej Europy. Po II wojnie światowej, wraz z rozwojem komunikacji lotniczej, liczba turystów szybko wzrosła, chociaż przybywają oni na krótsze okresy.
W 2020 r. bezrobocie średnioroczne wynosiło 7,9%, przy czym w czwartym kwartale tego samego roku wzrosło do 10,7%.

### Turystyka

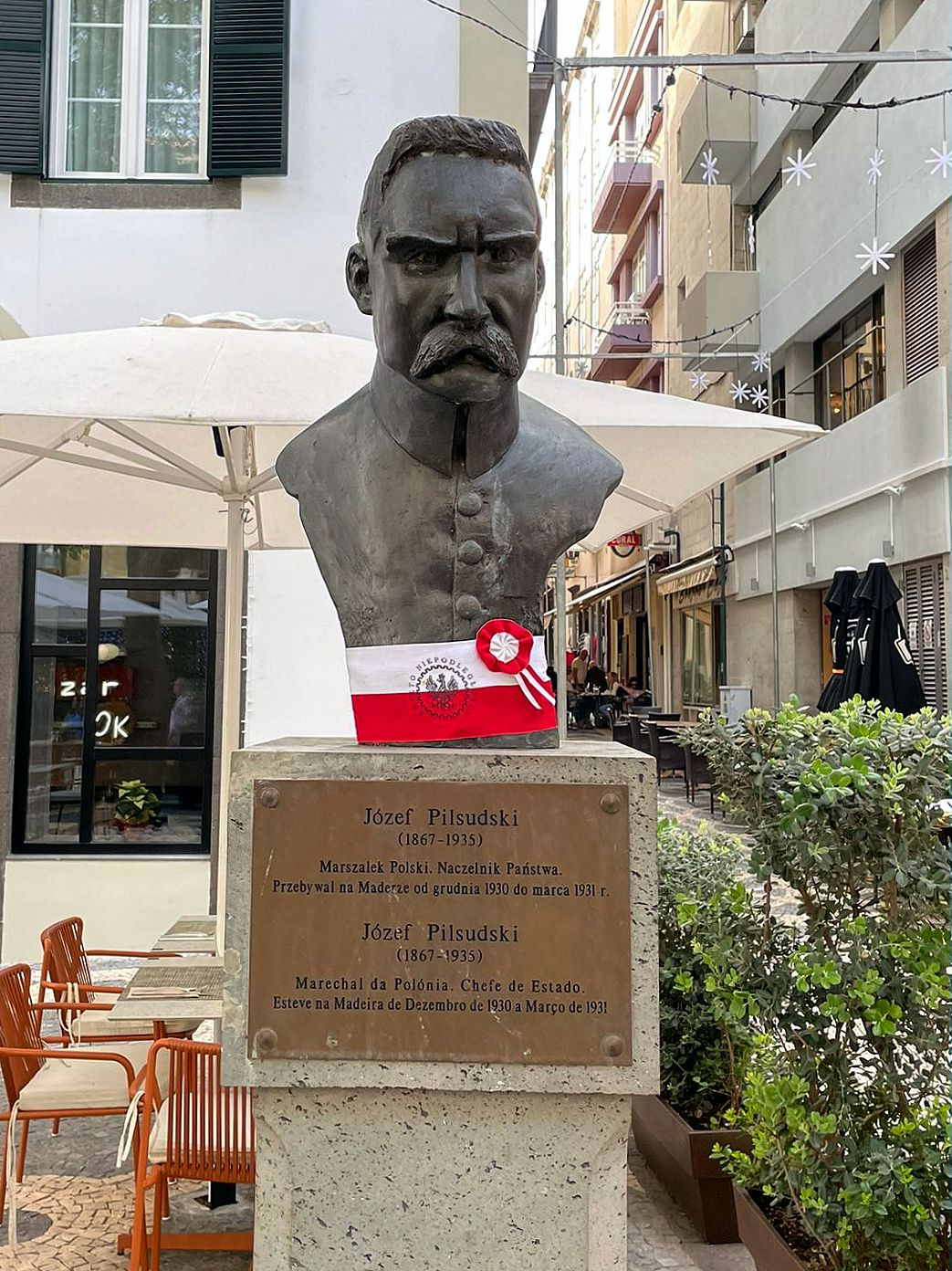
Popiersie marszałka Piłsudskiego w Funchal

Turystyka stanowi istotną gałąź gospodarki Madery, przynosząc około 20% dochodów. W sierpniu 2017 r. przychody z turystyki na Maderze oszacowano na poziomie 47 mln euro, osiągając najwyższy wskaźnik w historii pomiarów. We wrześniu tego samego roku nastąpił spadek do poziomu 41 mln euro, spadając w kolejnych okresach aż do poziomu 24,5 mln euro w styczniu 2018 r. Najniższy wskaźnik osiągnięto w dotychczasowych pomiarach w styczniu 2011 roku, kiedy dochody z turystyki osiągnęły poziom 12 mln euro.
Madera znana jest jako potencjalny cel wypraw turystycznych od pierwszych dziesięcioleci XX wieku, gdy pojawiali się prominentni politycy, tacy jak Józef Piłsudski czy Winston Churchill.
Madera jest doceniana przez miłośników aktywnej turystyki, dzięki dużej liczbie szlaków turystycznych (powiązanych z lewadami). Jest również ceniona przez miłośników sportów wodnych (np. windsurfingu). Na Maderze są zabytki i atrakcje przyrodnicze.

## Transport
- Port lotniczy Madera, międzynarodowy port lotniczy
- Port lotniczy Porto Santo, międzynarodowy port lotniczy
- Porto Comercial do Caniçal, międzynarodowy port morski
- Porto do Funchal, port morski
- Autobusowy transport publiczny: przedsiębiorstwo Horários do Funchal (obsługujące linie w mieście Funchal i okolicach), przedsiębiorstwo SIGA (obsługujące linie na całej Maderze i Porto Santo), utworzone 1 lipca 2024
- Główna droga kołowa: bezpłatna droga ekspresowa Via Rápida 1 (VR1) – wybudowana odcinkami w latach 1989–2005, długości 44,2 km, łącząca miasto Funchal z portem lotniczym Madera i portem morskim Porto Comercial do Caniçal (w jej ciągu zlokalizowanych jest 30 tuneli i 27 węzłów drogowych)

## Religia
Według spisu z 2021 r.:
- katolicy – 90,9%  Osobny artykuł: Diecezja Funchal.
- brak religii – 6,3%
- inni chrześcijanie – 0,94%
- protestanci – 0,91%
- świadkowie Jehowy – 0,63%  Zobacz więcej w artykule Świadkowie Jehowy w Portugalii, w sekcji Świadkowie Jehowy na Maderze.
- inne religie – 0,32%.